# Dio at Donington UK: Live 1983 & 1987
Dio At Donington UK: Live 1983 & 1987 — двойной концертный альбом группы Dio, выпущенный в 2010 году на лейбле Niji Entertainment Group.
Dio at Donington UK: Live 1983 & 1987 посвящён Ронни Джеймсу Дио, скончавшемуся 16 мая 2010 года, и состоит из двух дисков, на которых записаны два выступления группы на фестивале Monsters of Rock: первое — во время тура 1983 года в поддержку альбома Holy Diver, и второе — в 1987 году (в поддержку Dream Evil). На альбоме звучат как композиции самой Dio, так и песни Black Sabbath и Rainbow.

## Список композиций

### Disc 1: 1983
1. «Stand Up and Shout» (Jimmy Bain, Ronnie James Dio) 3:49
2. «Straight Through the Heart» (Bain, Dio) 4:49
3. «Children of the Sea» (Geezer Butler, Dio, Tony Iommi, Bill Ward) 6:15
4. «Rainbow in the Dark» (Vinny Appice, Bain, Vivian Campbell, Dio) 4:48
5. «Holy Diver» (Dio) 5:08
6. «Drum Solo» 0:41
7. «Stargazer» (Ritchie Blackmore, Dio) 1:42
8. «Guitar Solo» 1:38
9. «Heaven and Hell» (Butler, Dio, Iommi, Ward) 11:05
10. «Man on the Silver Mountain» (Blackmore, Dio) 3:32
11. «Starstruck» (Blackmore, Dio) 0:46
12. «Man on the Silver Mountain (Reprise)» (Blackmore, Dio) 2:29

### Disc 2: 1987
1. «Dream Evil» (Dio, Craig Goldy) 4:56
2. «Neon Knights» (Butler, Dio, Iommi, Ward) 4:43
3. «Naked in the Rain» (Dio) 7:28
4. «Rock and Roll Children» (Dio) 2:46
5. «Long Live Rock ‘n’ Roll» (Blackmore, Dio) 4:39
6. «The Last in Line» (Bain, Campbell, Dio) 4:12
7. «Children of the Sea» (Butler, Dio, Iommi, Ward) 1:22
8. «Holy Diver» (Dio) 1:27
9. «Heaven and Hell» (Butler, Dio, Iommi, Ward) 3:18
10. «Man on the Silver Mountain» (Blackmore, Dio) 4:28
11. «All the Fools Sailed Away» (Dio, Goldy) 4:23
12. «The Last in Line (Reprise)» (Bain, Campbell, Dio) 1:11
13. «Rainbow in the Dark» (Appice, Bain, Campbell, Dio) 5:11

## Участники записи
- Ронни Джеймс Дио — вокал
- Вивиан Кэмпбелл — соло-гитара (диск 1)
- Крэйг Голди — соло-гитара (диск 2)
- Клод Шнелл — клавишные (диск 2)
- Джимми Бэйн — бас-гитара
- Винни Апписи — ударные